# Massimo Bonetti
Massimo Bonetti (Roma, 28 marzo 1951) è un attore italiano.

## Biografia
Tra le sue interpretazioni, ricordiamo La notte di San Lorenzo (1982), Storia d'amore e d'amicizia (1982) La piovra (1984), nel ruolo del commissario Leo De Maria, il film Kaos di Paolo e Vittorio Taviani, il film Le vie del Signore sono finite (1987) come coprotagonista accanto a Massimo Troisi, il film Giovanni Falcone (1993), in cui recita nel ruolo di Ninni Cassarà, la serie tv di Rai 3 La squadra, dove dal 2000 al 2007 interpreta da protagonista il ruolo dell'ispettore di polizia Pietro Guerra (morto nell'ultima puntata della serie, andata in onda il 5 dicembre 2007), i film Concorso di colpa (2005), regia di Claudio Fragasso, Per non dimenticarti (2006), regia di Mariantonia Avati, e Il lupo (2007), dove interpreta il protagonista Luciano Liboni, regia di Stefano Calvagna.
Nel 2010 fa il suo esordio alla regia con il film Quando si diventa grandi.
Nel 2011 interpreta il ruolo del carcerato Rocco Liverani nell'undicesima stagione della fiction Distretto di Polizia e prende anche parte al film Il cuore grande delle ragazze. Nel 2012 interpreta Francesco Crocco, padre del brigante lucano Carmine Crocco nella miniserie TV Il generale dei briganti di Paolo Poeti. Nel 2014 prende parte al film No Profit Vittima degli eventi nei panni del misterioso commerciante Hamlin. Nel 2016 è nel film Il mondo di mezzo di Massimo Scaglione.

## Filmografia

Da sinistra: Bonetti, Massimo Troisi e Marco Messeri sul set del film Le vie del Signore sono finite (1987)

### Cinema
- Il trucido e lo sbirro, regia di Umberto Lenzi (1976)
- Il cinico, l'infame, il violento, regia di Umberto Lenzi (1977)
- La banda del gobbo, regia di Umberto Lenzi (1977)
- Anno zero - Guerra nello spazio, regia di Alfonso Brescia (1977)
- Casotto, regia di Sergio Citti (1977)
- Così come sei, regia di Alberto Lattuada(1978)
- Cosmo 2000 - Battaglie negli spazi stellari, regia di Alfonso Brescia (1978)
- La notte di San Lorenzo, regia di Paolo e Vittorio Taviani (1982)
- Kaos, regia di Paolo e Vittorio Taviani (1984)
- Attraverso la luce, episodio di Juke box, regia di Carlo Carlei (1985)
- Ultimo minuto, regia di Pupi Avati (1987)
- Le vie del Signore sono finite, regia di Massimo Troisi (1987)
- Storia di ragazzi e di ragazze, regia di Pupi Avati (1989)
- Il sole anche di notte, regia di Paolo e Vittorio Taviani (1990)
- Faccione, regia di Christian De Sica (1991)
- Giovanni Falcone, regia di Giuseppe Ferrara (1993)
- Festival, regia di Pupi Avati (1996)
- Il figlio di Bakunin, regia di Gianfranco Cabiddu (1997)
- Concorso di colpa, regia di Claudio Fragasso (2004)
- Per non dimenticarti, regia di Mariantonia Avati (2006)
- Il lupo, regia di Stefano Calvagna (2007)
- Il figlio più piccolo, regia di Pupi Avati (2010)
- 5 (Cinque), regia di Francesco Dominedò (2011)
- Il cuore grande delle ragazze, regia di Pupi Avati (2011)
- Il mistero di Laura, regia di Giovanni Galletta (2012)
- Roma nuda, regia di Giuseppe Ferrara (2012) - proiezione privata a Roma[3]
- Dolce di latte, regia di Gianni Leacche (2014)
- Vittima degli eventi, regia di Claudio Di Biagio (2014)
- La settima onda, regia di Massimo Bonetti (2015)
- Nessuno si salva da solo, regia di Sergio Castellitto (2015)
- Il mondo di mezzo, regia di Massimo Scaglione (2016)
- La fuga, regia di Stefano Calvagna (2016)
- Si vis pacem para bellum, regia di Stefano Calvagna (2016)
- Il signor Diavolo, regia di Pupi Avati (2019)
- Credo in un solo padre, regia di Luca Guardabascio (2019)
- Italian Horror Stories, registi vari (2021)
- Cento cuori, regia di Paolo Damosso (2023)
- L'orto americano, regia di Pupi Avati (2024)
- L'invisibile filo rosso, regia di Alessandro Bencivenga

### Televisione
- Storia d'amore e d'amicizia, regia di Franco Rossi – miniserie TV (1982)
- La piovra, regia di Damiano Damiani – miniserie TV (1984)
- Se un giorno busserai alla mia porta, regia di Luigi Perelli – miniserie TV (1986)
- Poliziotti, regia di Tomaso Sherman – film TV (1988)
- Il colore della vittoria, regia di Vittorio De Sisti – film TV (1990)
- Sì, Virginia, Babbo Natale esiste (Yes, Virginia, There Is a Santa Claus), regia di Charles Jarrott – film TV (1991)
- Voci notturne – serie TV (1995)
- Morte di una strega, regia di Cinzia TH Torrini – miniserie TV (1995)
- Racket – miniserie TV (1997)
- Kidnapping - La sfida (Kidnapping - Ein Vater schlägt zurück), regia di Cinzia TH Torrini – film TV (1998)
- La squadra – serie TV (2000-2007)
- Maria Goretti – film TV (2003)
- Medicina generale – serie TV (2010)
- Il generale dei briganti, regia di Paolo Poeti – film TV (2012)
- Rex – serie TV, 2 episodi (2012)
- Distretto di Polizia – serie TV, 4 episodi (2011)
- R.I.S. Roma - Delitti imperfetti – serie TV, episodio 3x19 (2012)
- Santa Barbara (2012)
- Squadra antimafia - Palermo oggi – serie TV, 5 episodi (2013)
- Le mani dentro la città – serie TV (2014)
- Il potere di Roma – serie TV (2015)
- Una pallottola nel cuore – serie TV (2016)
- Il sistema, regia di Carmine Elia – miniserie TV (2016)
- Squadra mobile - Operazione Mafia Capitale – serie TV, 12 episodi (2017)
- Meraviglie - La penisola dei tesori[4] (2019-2022)
- Stanotte con Caravaggio[5] (2020)
- Nero a metà – serie TV, episodio 3x10 (2022)
- Tutto chiede salvezza – serie TV (2022)

### Cortometraggi
- Alba (1997)
- La divisa, anche regista (2005)
- Evelyn, regia Davide de Gioia, Libera università del cinema di Roma (2008)
- Helicopter Club, progetto "Noi giriamo un film", supervisione di Ruggero Miti (2012)
- Usura Regia di Vincenzo Procida Prodotto da ARProduction (2019)
- Il punto morto, regia di Leonardo Bonetti, Steti (2025)

## Doppiatori italiani
- Angelo Nicotra in La banda del gobbo
- Roberto Del Giudice in Casotto